# یولوجاق
یولوجاق (به ترکی آذربایجانی: Yolocaq) یک منطقه مسکونی در جمهوری آذربایجان است که در شهرستان یاردیملی واقع شده است. یولوجاق ۱۱۳۱ نفر جمعیت دارد.